# 錦州市
錦州市（きんしゅう-し、満洲語：junggin jeo）は、中華人民共和国遼寧省に位置する地級市。

## 地理
遼寧省西南部の小凌河（錦水）河口部に位置し、東は盤錦市、西は葫芦島市、南は渤海の遼東湾、北は朝陽市と阜新市と接している。

## 行政区画
3市轄区・2県級市・2県を管轄する。
- 市轄区：
  - 太和区・古塔区・凌河区
- 県級市：
  - 凌海市・北鎮市
- 県：
  - 義県・黒山県

| 錦州市の地図                                             |
| -------------------------------------------------------- |
| 1 2 太和区 黒山県 義県 凌海市 北鎮市 1. 古塔区 2. 凌河区 |

### 年表
この節の出典

#### 遼西省錦州市
- 1949年10月1日 - 中華人民共和国遼西省錦州市が発足。一区から七区までの区が成立。(7区)
- 1950年 - 市内行政区域の再編により、一区・二区が発足。(2区)
- 1951年10月6日 - 市内行政区域の再編により、一区から六区までの区が発足。(6区)
- 1953年5月25日 - 錦県・錦西県の各一部が合併し、七区が発足。(7区)
- 1954年6月19日 - 遼西省の分割により、遼寧省錦州市となる。

#### 遼寧省錦州市
- 1955年7月6日 - 一区が古塔区に、二区が錦華区に、三区が錦鉄区に、四区が鉄北区に、五区が百股区に、六区が新民区に、七区が女児河区にそれぞれ改称。(7区)
- 1955年9月2日 - 鉄北区が古塔区・錦華区・錦鉄区に分割編入。(6区)
- 1956年5月23日 (6区)
  - 百股区・新民区の各一部が錦州専区錦県に編入。
  - 女児河区・新民区の各一部が錦州専区錦西県に編入。
- 1956年6月22日 (3区)
  - 百股区が錦鉄区に編入。
  - 女児河区が古塔区に編入。
  - 新民区が錦華区に編入。
- 1958年12月20日 - 錦州専区綏中県・興城県・錦西県・錦県・義県・北鎮県・黒山県を編入。(3区7県)
- 1959年3月28日 - 錦華区が古塔区・錦鉄区に分割編入。(2区7県)
- 1959年4月16日 - 錦鉄区が凌河区に改称。(2区7県)
- 1961年2月8日 - 錦西県の一部が分立し、葫芦島区が発足。(3区7県)
- 1962年6月4日 - 古塔区・凌河区・錦県のそれぞれ一部が合併し、郊区が発足。(4区7県)
- 1965年12月16日 - 黒山県・北鎮県・義県・錦県・錦西県・興城県・綏中県が錦州専区に編入。(4区)
- 1968年12月26日 - 錦州専区黒山県・北鎮県・義県・錦県・錦西県・興城県・綏中県を編入。(4区7県)
- 1969年9月9日 - 葫芦島区が錦西県に編入。(3区7県)
- 1982年8月13日 - 錦西県の一部が分立し、南票区・葫芦島区が発足。(5区7県)
- 1982年9月9日 - 郊区が太和区に改称。(5区7県)
- 1983年4月25日 - 錦県の一部が太和区に編入。(5区7県)
- 1985年1月17日 - 錦西県が市制施行し、錦西市となる。(5区1市6県)
- 1985年3月9日 - 太和区の一部が凌河区に編入。(5区1市6県)
- 1986年2月24日 - 太和区の一部が凌河区に編入。(5区1市6県)
- 1986年12月13日 - 興城県が市制施行し、興城市となる。(5区2市5県)
- 1987年5月5日 - 太和区の一部が凌河区に編入。(5区2市5県)
- 1988年8月4日 - 錦県の一部が太和区に編入。(5区2市5県)
- 1989年6月12日 (3区4県)
  - 錦西市が地級市の錦西市に昇格。
  - 葫芦島区・南票区・興城市・綏中県が錦西市に編入。
- 1989年6月29日 - 北鎮県が自治県に移行し、北鎮満族自治県となる。(3区3県1自治県)
- 1993年11月16日 - 錦県が市制施行し、凌海市となる。(3区1市2県1自治県)
- 1995年3月21日 - 北鎮満族自治県が市制施行し、北寧市となる。(3区2市2県)
- 2002年4月27日 - 凌海市の一部が太和区に編入。(3区2市2県)
- 2006年2月8日 - 北寧市が北鎮市に改称。(3区2市2県)
- 2011年9月19日 (3区2市2県)
  - 太和区の一部が古塔区に編入。
  - 凌海市の一部が太和区に編入。

#### 錦州専区（1955年-1958年）
- 1955年7月30日 - 遼寧省綏中県・興城県・錦西県・錦県・義県・北鎮県・黒山県・彰武県・阜新県、熱河省北票県・朝陽県・凌源県・建昌県・建平県・カラチン左翼旗を編入。遼寧省錦州専区が成立。(14県1旗)
- 1956年3月1日 - 綏中県の一部が河北省秦皇島市山海関区に編入。(14県1旗)
- 1956年5月16日 - 内モンゴル自治区ジョーオダ盟寧城県の一部が凌源県に編入。(14県1旗)
- 1956年5月23日 (14県1旗)
  - 錦州市百股区・新民区の各一部が錦県に編入。
  - 錦州市女児河区・新民区の各一部が錦西県に編入。
- 1956年7月5日 - 河北省承徳専区平泉県の一部が凌源県に編入。(14県1旗)
- 1956年9月11日 - 錦西県の一部が分立し、地級市の葫芦島市となる。(14県1旗)
- 1957年6月14日 - 葫芦島市が錦西県に編入。(14県1旗)
- 1957年6月27日 - 河北省承徳専区青竜県の一部が凌源県に編入。(14県1旗)
- 1957年7月20日 - 彰武県の一部が内モンゴル自治区ジェリム盟フレー旗に編入。(14県1旗)
- 1957年10月8日 (13県2自治県)
  - 阜新県が自治県に移行し、阜新モンゴル族自治県となる。
  - カラチン左翼旗および凌源県・建平県の各一部が合併し、カラチン左翼モンゴル族自治県が発足。
- 1958年12月20日
  - 朝陽県の一部が分立し、地級市の朝陽市となる。
  - 朝陽県・北票県・凌源県・建昌県・建平県・カラチン左翼モンゴル族自治県が朝陽市に編入。
  - 綏中県・興城県・錦西県・錦県・義県・北鎮県・黒山県が錦州市に編入。
  - 彰武県・阜新モンゴル族自治県が阜新市に編入。

#### 錦州専区（1965年-1968年）
- 1965年12月16日 - 錦州市黒山県・北鎮県・義県・錦県・錦西県・興城県・綏中県を編入。錦州専区が成立。(7県)
- 1968年12月26日 - 黒山県・北鎮県・義県・錦県・錦西県・興城県・綏中県が錦州市に編入。

## 歴史
錦州は古代に「徒河」と呼ばれ、戦国時代には、燕に属し、秦による統一後、大部分は遼東郡となった。漢の時代には、幽州昌黎郡、晋の時代には、平州昌黎郡に属した。北魏・東魏・北斉では営州の管轄となり、隋および唐代は、柳城郡・営州に属し、唐の安東都護府の所轄となった。
「錦州」の名は遼代に始まり、遼代の中京道、金代の東京路・北京路に属した。元代には遼陽行中書省の管轄となり、明代では遼東都司、後に遼東巡撫に属して広寧衛が置かれ、明末には後金との攻防が繰り広げられた。清代では広寧府が、後に錦州府が置かれた。
中華民国が成立すると当初は奉天省遼瀋道、1929年に遼寧省の帰属となった。1932年に満洲国が成立すると奉天省の管轄区域となり、1934年には新設された錦州省に移管、1937年には錦州に市制が施行された。1948年、国民政府により熱河省が設置されたが、国共内戦の激化により国民政府は実効支配権を喪失、1949年1月には共産党軍により解放区として遼西省が設置され省政府は錦州市を設置した。共産党軍は1954年8月に遼西省は遼東省と合併している。その後専区制度の施行に伴い錦州専区とされたが、1968年、専区が廃止され市制が施行、錦州市と改称され現在に至る。

## 交通

### 航空

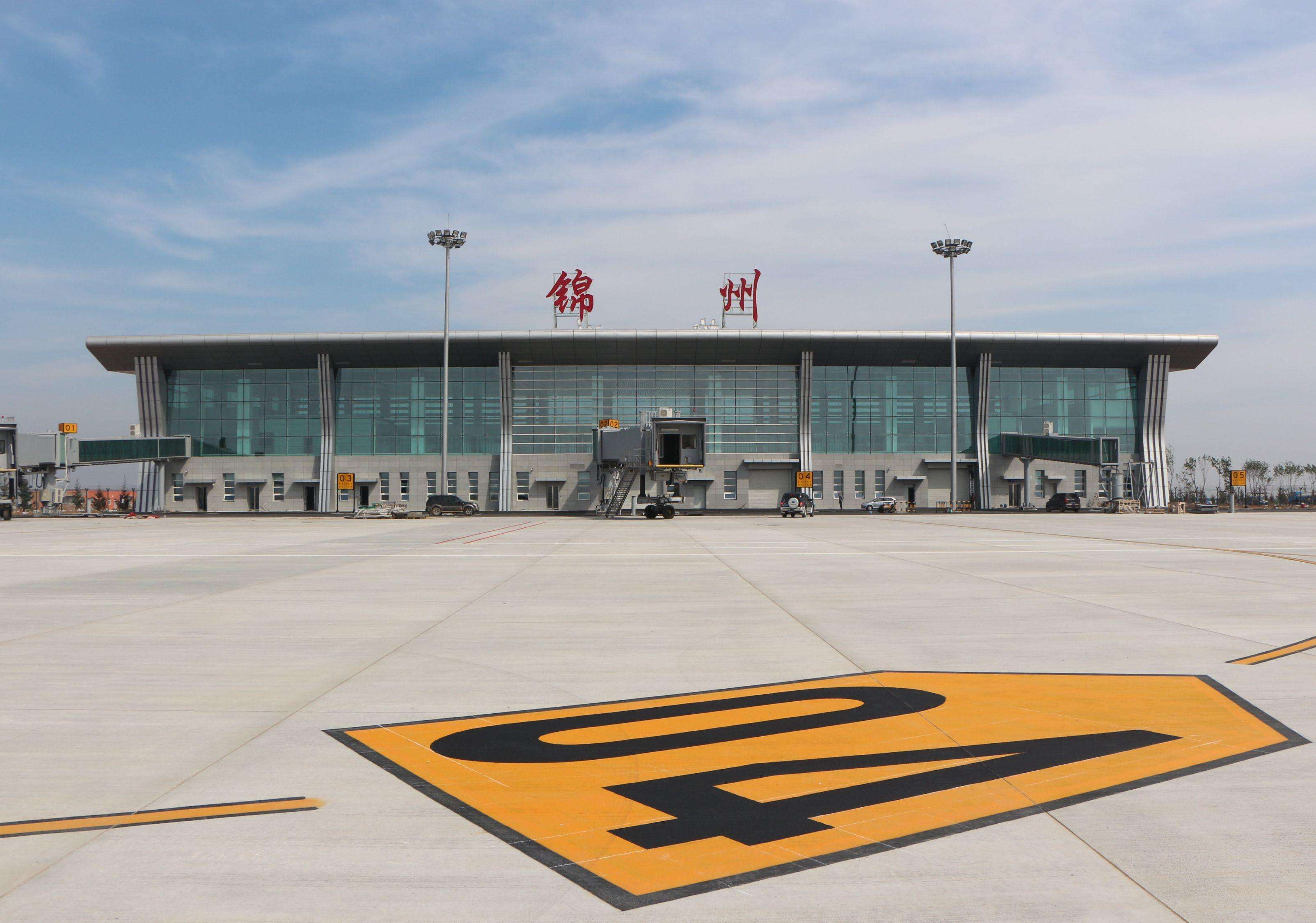
錦州錦州湾空港

- 錦州錦州湾空港（中国語版）

### 鉄道

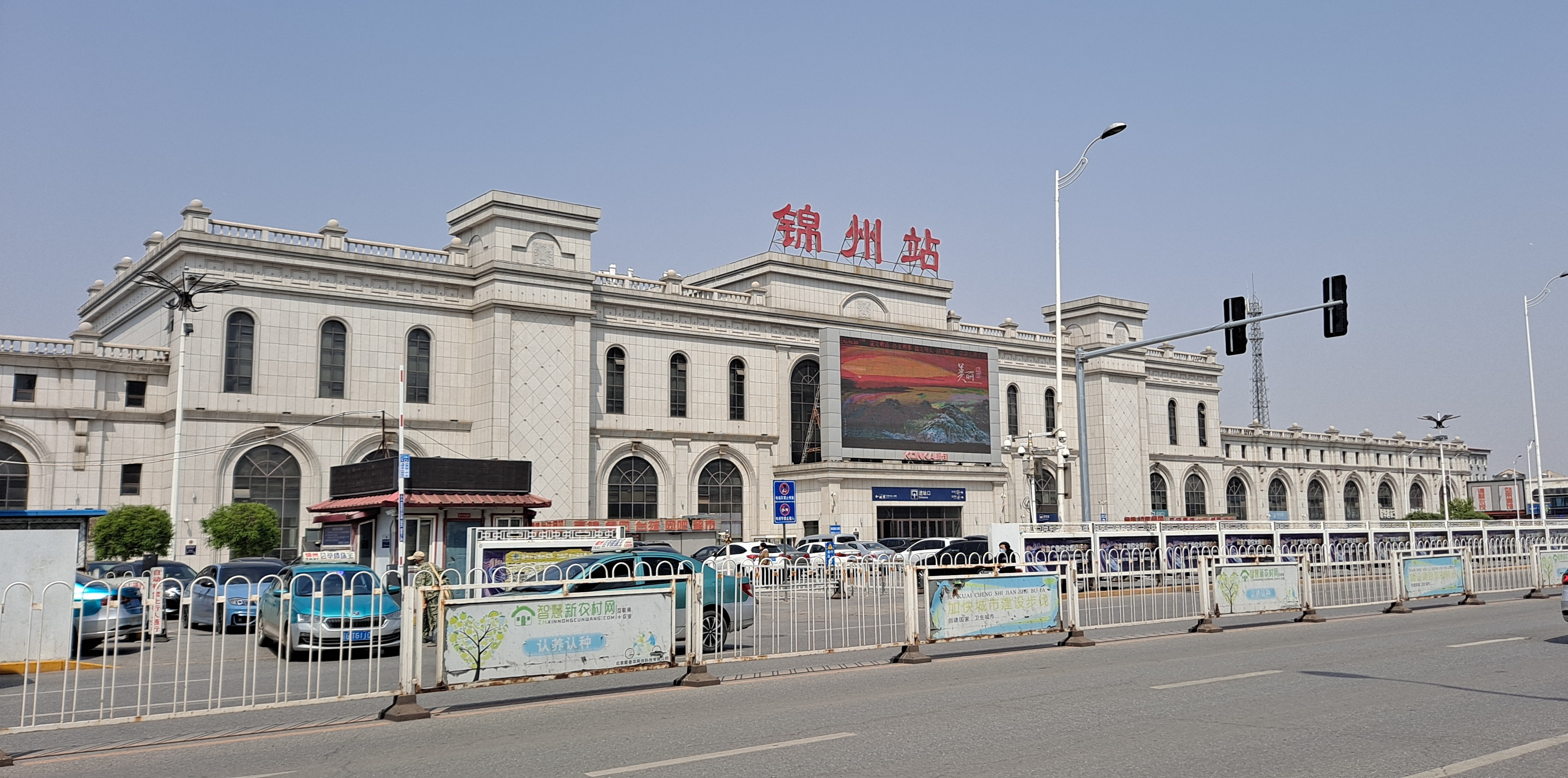
錦州駅

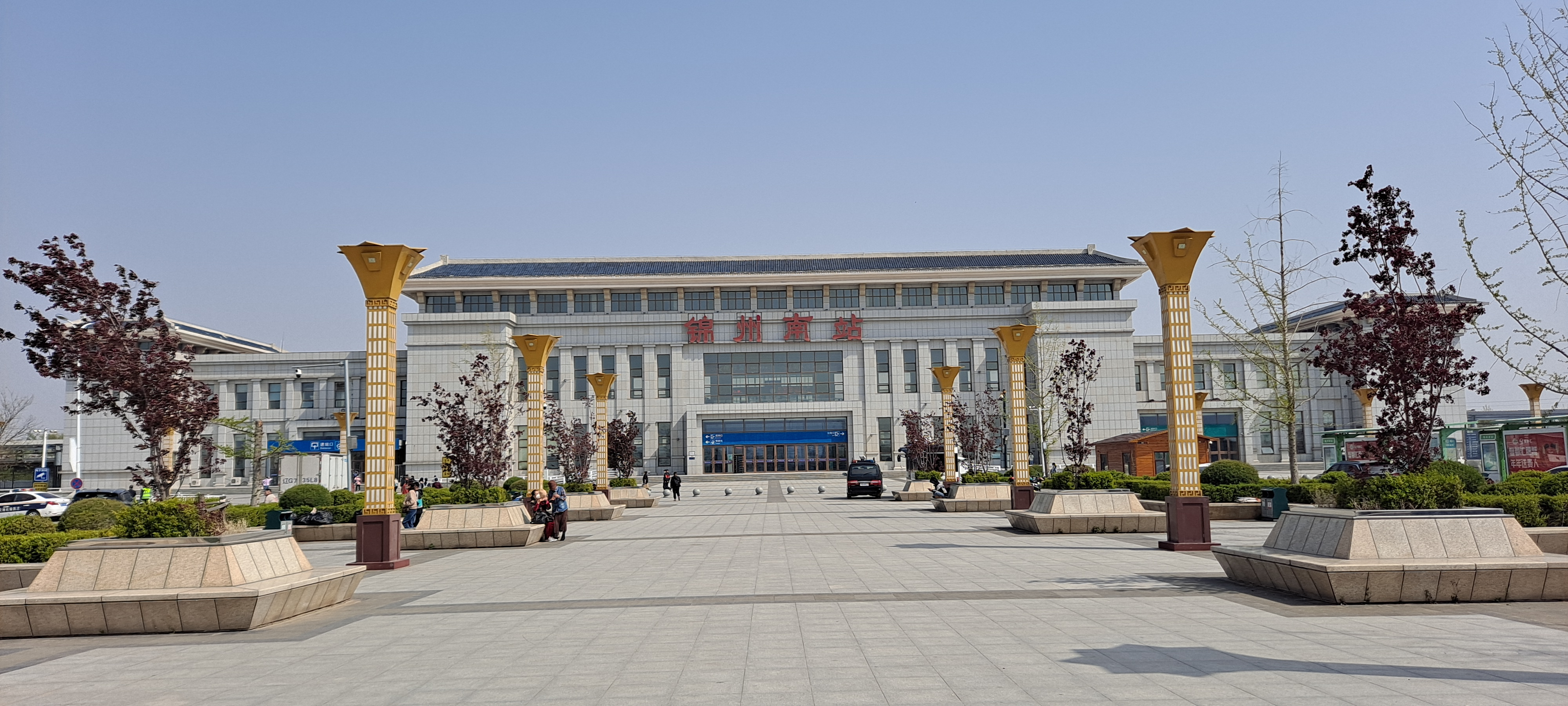
錦州南駅

- 中国国家鉄路集団
  - 京哈線
  - 瀋山線
  - 錦承線
  - 大鄭線
  - 溝海線
  - 朝凌高速鉄道（中国語版）
  - 新義線（中国語版）

### 道路
- 高速道路
  -  京哈高速道路
  -  丹錫高速道路
  -  阜錦高速道路（中国語版）
  -  奈営高速道路（中国語版）
- 国道
  -  G102国道
  -  G230国道
  -  G305国道（中国語版）

## 観光
市内の遼瀋戦役記念館（林彪を指導者とする共産党軍が国民党軍に勝利して、東北地区の解放へつながる記念館）も観光の要所である。西南海岸に筆架山島があり、引き潮時には歩いて渡れ、この道を「天橋」と呼んでいる。
北鎮市には、東北三大名山の首とされる医巫閭山が自然保護区に指定され、北魏に建てられた義県の万佛堂石窟は中国北方石窟造像芸術の宝庫である。さらに、大広済寺の遼塔、北鎮廟崇興寺双塔、大石湖瀑布、奉国寺、北鎮鼓楼、商周青銅器群、竜岡子遼代帝王陵墓群などもある。

## 文化
中国での女3代の実話を描いた、1990年代のベストセラー、『ワイルド・スワン』の舞台である。

## 教育
- 渤海大学
- 遼寧工業大学
- 遼寧医学院

## 提携都市
- 日本 富山県 高岡市（1985年8月10日友好都市提携）